# I Shalt Become
I Shalt Become je americká black metalová kapela ze státu Illinois, kterou založil v roce 1995 S. Holliman. De facto jde o jeho sóloprojekt, teprve v pozdější tvorbě (od roku 2010) využíval bubeníka, jelikož sám na bicí nehraje. Hudební styl skupiny by se dal popsat jako atmosférický black metal.

## Historie
Na počátku své existence vydala kapela dvě dema: In Withering (1995) a A Funeral Celebration (1996). V roce 1998 vyšla vlastním nákladem na audiokazetě debutová dlouhohrající nahrávka Wanderings o rok později následovaná dalším demem In the Falling Snow. V roce 1999 I Shalt Become přerušila svou činnost. Demo In the Falling Snow v témže roce vyšlo formou bootlegu a jako název hudební skupiny bylo uvedeno jméno Birkenau, což způsobilo jisté zmatky.
Nahrávka Wanderings se dočkala opětovného vydání (již na CD) v roce 2006 díky firmě Moribund Records a demo In the Falling Snow pak bylo zremasterováno a znovu vydáno jako album v lednu 2008 již pod hlavičkou I Shalt Become vydavatelstvím No Colours Records. Tou dobou byla zároveň obnovena činnost kapely, která pokračovala v nahrávání dalších alb.
Od desky Poison z roku 2010 (včetně) působí s frontmanem S. Hollimanem i bubeník A. J. Scherer.

## Členové kapely
- S. Holliman – vokály, kytara, baskytara (1995–)
- A. J. Scherer – bicí (2010–)

## Diskografie

### Dema
- In Withering (1995)
- A Funeral Celebration (1996)
- In the Falling Snow (1999)

### Dlouhohrající alba
- Wanderings (1998) – vydáno vlastním nákladem na audiokazetě, v r. 2006 znovu vydáno na CD vydavatelstvím Moribund Records
- In the Falling Snow (2008) – původně demo z r. 1999
- Requiem (2008)
- The Pendle Witch Trials (2009)
- Poison (2010)
- Louisiana Voodoo (2013)

### Split nahrávky
- I Shalt Become / Moloch (2015) – split s ukrajinskou kapelou Moloch